# Deokhye
Deokhye (en coréen : 덕혜옹주, Deokhye-Ongju ; en japonais : 徳恵姫, Tokue-hime ; née le 25 mai 1912 et morte le 21 avril 1989) est la dernière princesse de l'empire coréen.

## Biographie

### Naissance et jeunesse
Yi Deok-hye est la fille de Yang Gwiin (en) (plus tard Dame Boknyeong) et de l'empereur émérite Gojong, alors âgé de 60 ans. Elle naît le 25 mai 1912 au palais de Changdeok, à Séoul, sous le règne de son demi-frère, Sunjong de Corée.Elle est la fille de l'empereur Gojong et de sa concubine, Yang Gwiin. Après sa naissance, Gojong décerne le titre royal de Boknyeong à Yang Gwiin. Immédiatement après sa naissance, elle est appelée Agi (아기, 阿只, signifiant « bébé ») puis Deok-hye. Sa mère est une dame de cour, de rang inférieur, travaillant dans la cuisine de Deoksugung. Gojong a seize enfants avec ses dix femmes, mais Deok-hye est sa première fille à atteindre l'âge adulte ; ses quatre autres filles sont mortes avant l'âge d'un an. Gojong élève sa première fille avec amour. En 1916, il fonde le jardin d'enfants Deoksugung qui lui est dédié, et que Deok-hye fréquente,. Cependant, faute de titre officiel, elle est traitée officiellement comme si elle n'existait pas (à part par son père). Plus tard, elle est surnommée « Boknyeong-dang ».
En 1917, Deokhye est officiellement reconnue comme princesse par le Japon, car sa mère n'est pas reine. C'est à cette date que son nom est officiellement inscrit dans le registre de la famille impériale où  son père persuade Terauchi Masatake, alors gouverneur général de Corée, d'inscrire son nom dans le registre de la famille impériale. Cette reconnaissance lui octroie le titre de princesse et la légitime. Son père crée pour elle le jardin d'enfants de Deoksugung à Junmyungdang (준명당), Hamnyeong Hall. Les filles de son âge, issues de familles nobles, fréquentent ce jardin d'enfants.
En 1919, l'empereur Gojong planifie des fiançailles secrètes entre la princesse Deokhye et Kim Jang-han, neveu de Kim Hwang-jin, un chambellan de la cour, cherchant à protéger sa fille. Cependant, l'intervention du Japon fait échouer les fiançailles et Kim Hwang-jin n'a plus le droit d'entrer à nouveau dans le palais Deoksu. L'empereur Gojong meurt subitement le 21 janvier 1919.
En 1921, Deokhye commence à fréquenter l'école primaire Hinodae, à Séoul.

### Vie au Japon et mariage arrangé

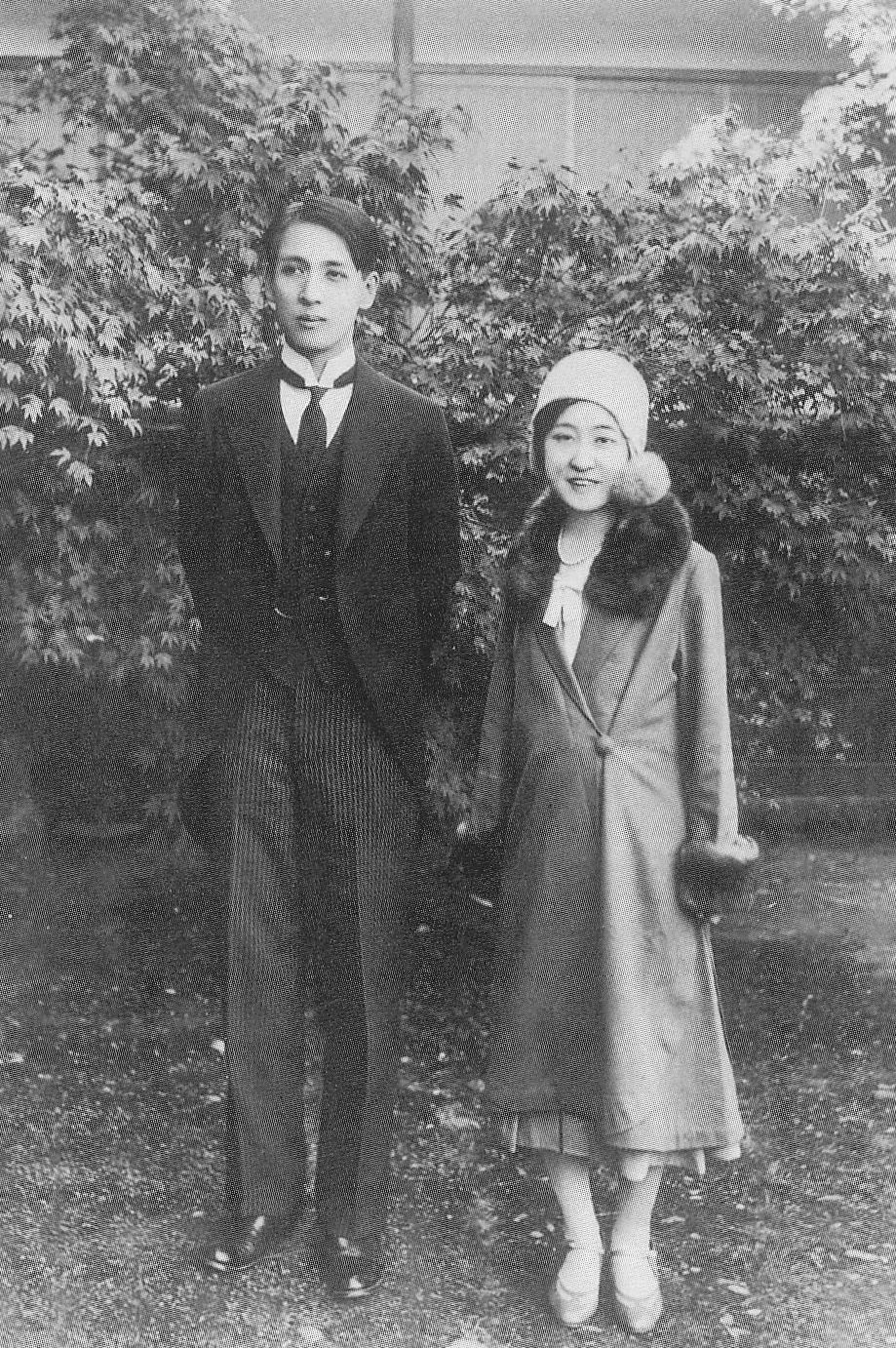
Deokhye et son époux Sō Takeyuki (1931).

En 1925, la princesse est emmenée au Japon, la raison donnée étant qu'elle doit poursuivre ses études. Comme ses frères, elle fréquente le Gakushuin, où Yukika Sohma figure parmi ses camarades de classe. Au Japon, elle est nommée princesse Tokue (徳恵姫, Tokue-hime ). Selon Yukika, elle parle peu et est peu sportive.
En 1929, sa mère meurt. Deokhye est autorisée à se rendre temporairement en Corée, afin d'assister aux funérailles. Cependant, elle n'a pas le droit de porter des vêtements appropriés.
Au printemps 1930, dès l'apparition de troubles psychologiques (manifestés par le somnambulisme), elle s'installe au palais du roi Yi, la maison de son frère à Tokyo, le prince héritier Eun. Pendant cette période, elle oublie souvent de manger et de boire. Son médecin lui diagnostique une démence précoce (aujourd'hui appelée schizophrénie ) mais l'année suivante, son état semble s'améliorer.
En mai 1931, après le mariage arrangé de l'impératrice Teimei, épouse de l'empereur Taishō du Japon, la princesse Deokhye épouse le comte So Takeyuki (武志 ; 1908-1985), aristocrate japonais. Le mariage est décidé en 1930. Le mariage est reporté car la princesse est malade, et son frère proteste contre ce projet. Cependant, une fois rétablie, le mariage a lieu immédiatement.
Elle a donne naissance à une fille, Masae (正惠), ou Jeonghye ( 정혜 ), née en Corée le 14 août 1932. En 1933, Deokhye est à nouveau atteinte de troubles mentaux et va dans plusieurs cliniques dédiées.
Après la défaite du Japon lors de la Seconde Guerre mondiale, la Corée redevient indépendante et son mari perd son titre de noblesse, la pairie japonaise étant abolie. Après avoir obtenu la permission du prince héritier Eun, Sō Takeyuki divorce en 1955 du fait de la mauvaise santé de Deokhye ; il se remarie plus tard à une Japonaise, nommée Yoshie Katsumura.
Ayant un mariage malheureux, le chagrin de Deokhye s'aggrave par la perte de sa fille unique, en 1956, dont on pense qu'elle s'est suicidée à cause du divorce de ses parents. En conséquence, l'état de Deokhye se détériore.

### Retour en Corée
Elle retourne en Corée à la suite de l'invitation du gouvernement sud-coréen le 26 janvier 1962. Initialement, le gouvernement coréen refuse le retour de la dernière lignée royale car le président Rhee Syng-man veut éviter le chaos politique. Cependant, le journaliste Kim Eul-han convainc le gouvernement d'autoriser son retour. Malgré son état mental, Deokhye se souvient avec précision de l'étiquette et du protocole complexes de la cour royale. Elle vit à Nakseon Hall, Changdeok Palace avec le prince héritier et la princesse Eun, leur fils le prince Gu, sa femme Julia Mullock et Madame Byeon Bok-dong, sa dame d'honneur. Elle meurt le 21 avril 1989 au Sugang Hall, Palais Changdeok, et est enterrée à Hongryureung, à Namyangju, près de Séoul.

## Famille
- Grand-père
  - Yi Ha-eung, Grand Prince Interne Heungseon (21 décembre 1820 - 22 février 1898) (이하응 흥선대원군)
- Grand-mère
  - Grande princesse consort interne Sunmok du clan Yeoheung Min (3 février 1818 - 8 janvier 1898) (순목부대부인 민씨)
- Père
  - Empereur Gojong de Corée (8 septembre 1852 - 21 janvier 1919) (대한제국 고종)
- Mère
  - Yang Chun-gi, épouse impériale Boknyeong Gwi-in du clan Cheongju Yang (27 septembre 1882 – 30 mai 1929) (양춘기 복녕당 귀인 양씨)
    - Grand-père : Yang Eon-hwan (양언환, 梁彦煥)
- Mari
  - Comte Sō Takeyuki (16 février 1908 - 22 avril 1985) (소 다케유키, 宗武志)
- Fille
  - Comtesse Sō Masae (소 마사에, 宗正惠), ou Sō Jeonghye (소 정혜) (14 août 1932 – 1956)
    - Beau-fils : Sō Noboru (5 septembre 1931 - ) (소 노보루, 宗昇)[11]

## Dans la culture

### Cinéma et télévision
- Elle est interprétée par Son Ye-jin dans le film de 2016 Deok-hye ongju[12].

### Littérature
- Une biographie de la princesse Deokhye est publiée par l'auteur japonais Yasuko Honma (本馬恭子) puis traduite  en coréen par Hoon Lee et publiée en 1996.
- Le roman à succès Princesse Deokhye de Kwon Bi-young est publié en 2009.

### Musique
- Ho Shim-nam crée une chanson de 1963 basée sur la vie de la princesse Deokhye.
- Une chanson de 2010 de Heo Jinsul The Rose of Tears ( hangeul : 눈물꽃 ; RR : Nun Mul Kkot) est adaptée de la vie de la princesse Deokhye et est enregistrée en anglais et en coréen.

### Théâtre
- En 1995, une pièce adaptée de la biographie de la princesse Deokhye a eu lieu au Seoul Art Center.
- La comédie musicale coréenne 2013 Deokhye, la dernière princesse (hangeul : 덕혜옹주 ; RR : Deokhye Ongju, 'Deokhye Ongju') est inspirée de sa vie[13],[14].